# 普萊森特希爾 (阿肯色州斯通縣)
普萊森特希爾（英語：Pleasant Hill）是位於美國阿肯色州斯通縣的一個非建制地區。該地的面積和人口皆未知。

## 地理
普萊森特希爾的座標為35°55′04″N 92°17′53″W / 35.91778°N 92.29806°W，而該地的平均海拔高度為288米（即945英尺）。